# Parnara amalia
Parnara amalia là một loài bướm ngày thuộc họ Hesperiidae. Nó được tìm thấy ở Irian Jaya và Papua New Guinea, cũng như Australia, nơi nó được tìm thấy ở New South Wales, Lãnh thổ Bắc Úc và Queensland.
Sải cánh dài khoảng 30 mm.
Ấu trùng ăn Leersia hexandra và Oryza species, bao gồm Oryza sativa.